# Света Троица (Лиляк)
Вижте пояснителната страница за други значения на Света Троица.
„Света Троица“ е православна църква в село Лиляк. Тя е част от Търговищка духовна околия, Варненска и Великопреславска епархия на Българската православна църква. Храмът е действащ само на големи религиозни празници.

## История
Църквата е построена през 1936 година.